# Тауссиг, Майкл
Майкл Тауссиг (англ. Michael T. Taussig; род. 3 апреля 1940, Сидней) — антрополог, известный своими провокационными этнографическими исследованиями и нетрадиционным академическим стилем. Он получил медицинское образование в Сиднейском университете, а затем докторскую степень в области антропологии в Лондонской школе экономики. В настоящее время он является профессором антропологии в Колумбийском университете в Нью-Йорке и в Европейской аспирантуре / EGS в Швейцарии. В 1998 году был удостоен стипендии Гуггенхайма.
Несмотря на многочисленные публикации в своей области, особенно в области медицинской антропологии, он наиболее известен своими комментариями к Карлу Марксу и Вальтеру Беньямину, особенно в связи с идеей товарного фетишизма.
Родился в семье немецкого и чешско-еврейского происхождения. Под сильным влиянием как Франкфуртской школы критической теории, так и французского постструктурализма Тауссиг повлиял на перемены в области антропологии в 1980-х годах. Его работа способствовала росту недоверия к культурному анализу, осуществляемого с точки зрения доминирующей западной капиталистической культуры. Именно его ранний опыт работы врачом в Колумбии в конце 1960-х годов повлиял на фундаментальные изменения в его концепции о роли историй и нарративов в формировании культуры. Этнография стала сознательной позитивной силой в культуре, так как ни один рассказ больше не был изначально невинным или объективным.

## Дьявол и товарный фетишизм (1980)
Первая книга Тауссига «Дьявол и товарный фетишизм в Южной Америке» (1980) представляет собой радикальный обратный анализ капиталистической культуры с точки зрения культуры коренных народов в Колумбии и Боливии. Анализируя магические верования коренных пролетаризированных крестьян и шахтёров о заключении сделки с дьяволом и крещением денег, он находит в этих историях не культурный осадок докапиталистической системы верований, а скорее объяснение работы капитализма с точки зрения эксплуатируемого класса.

## Шаманизм, колониализм и дикий человек: исследование террора и исцеления (1987)
Во второй книге « Шаманизм, колониализм и дикий человек: исследование террора и исцеления» (1987) Майкл Тауссиг продолжает применять этнографическую модель исследования. В этой работе Майкл Тауссиг рассматривает «эпистемический мрак» и «выдумку реального» во взаимосвязи между колониальным террором и шаманским исцелением в Колумбии с девятнадцатого по двадцатый век. Майкл Тауссиг не находит в этих двух культурных силах оппозицию или диалектический синтез, но своего рода рефлексивное совместное существование в «пространстве смерти» колониального террора, раскрытие сил порядка и хаоса.

## Нервная система (1992)
Нервная система, опубликованная в 1992 году, состоит из девяти эссе. Майкл Тауссиг отправляется в путешествие, чтобы исследовать и описать различные силы, которые формируют современное общество. Он пытается исследовать процесс, посредством которого мы коммодифицируем государство и тем самым передаём ему власть. Тауссиг пытается показать, как государство использует такие силы, как насилие или контроль над СМИ, чтобы консолидировать свою власть над людьми. Он утверждает, что мы живём в чрезвычайном положении, ссылаясь на Вальтера Беньямина, говоря, что это является не «исключением, а правилом». Чтобы продемонстрировать универсальность нервной системы, он проводит своего читателя через высоты Мачу-Пикчу, мир шаманов Куна и бледный мир больничной системы Нью-Йорка.

## Публикации
- The Devil and Commodity Fetishism in South America, 1980, ISBN 978-0-8078-4106-8.
- Shamanism, Colonialism, and the Wild Man: A Study in Terror and Healing, 1987, ISBN 978-0-226-79013-8.
- The Nervous System, 1992, ISBN 978-0-415-90445-2.
- Mimesis and Alterity: A Particular History of the Senses, 1993, ISBN 978-0-415-90687-6.
- The Magic of the State, 1997, ISBN 978-0-415-91791-9.
- Defacement: Public Secrecy and the Labor of the Negative, 1999, ISBN 978-0-8047-3200-0.
- Law in a Lawless Land: Diary of a Limpieza in Colombia, 2003, ISBN 978-0-226-79014-5.
- My Cocaine Museum, 2004, ISBN 978-0-226-79009-1.
- Walter Benjamin’s Grave, 2006, ISBN 978-0-226-79004-6.
- What Color Is the Sacred?, 2009, ISBN 978-0-226-79006-0.
- I Swear I Saw This: Drawings in Fieldwork Notebooks, Namely My Own, 2011, ISBN 978-0-226-78982-8
- Beauty and the Beast, 2012, ISBN 978-0-226-78986-6
- The Corn Wolf, 2015, ISBN 978-0-226-31071-8

## Переводы
- Гора (из книги «Магия государства»)
- Фрагменты из книги «Дьявол и товарный фетишизм»
- Фрагменты из книги «Овладение необладанием»